# Chiese di Perugia
Le chiese di Perugia sono:

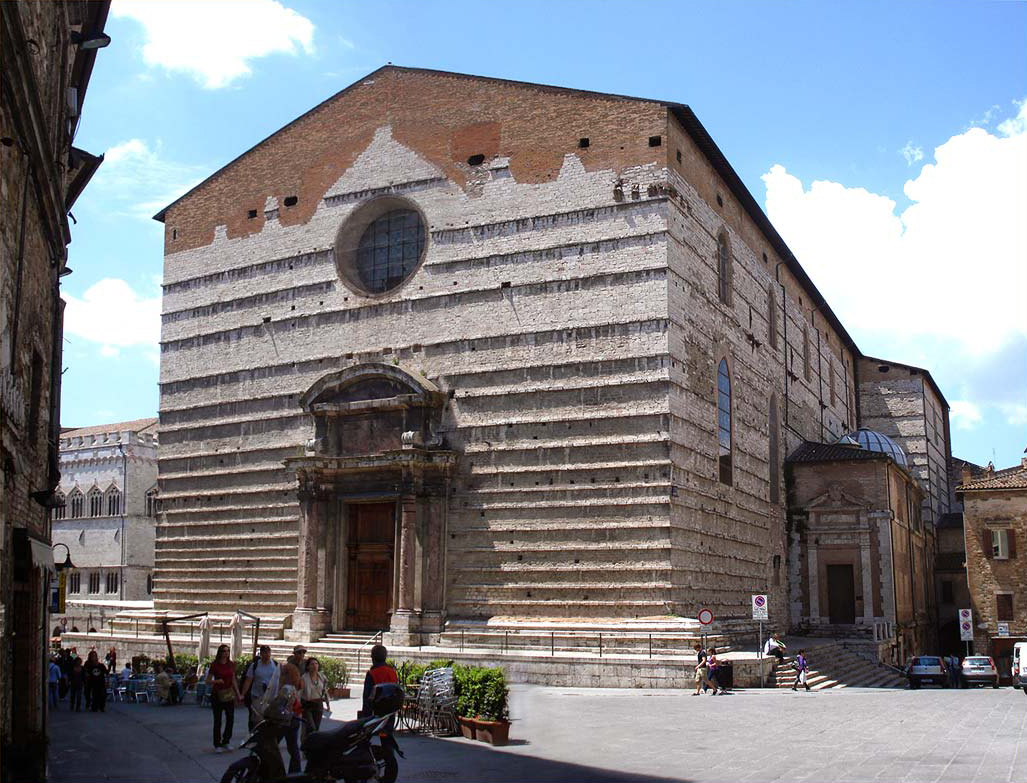
Cattedrale di San Lorenzo (Perugia)

San Bevignate

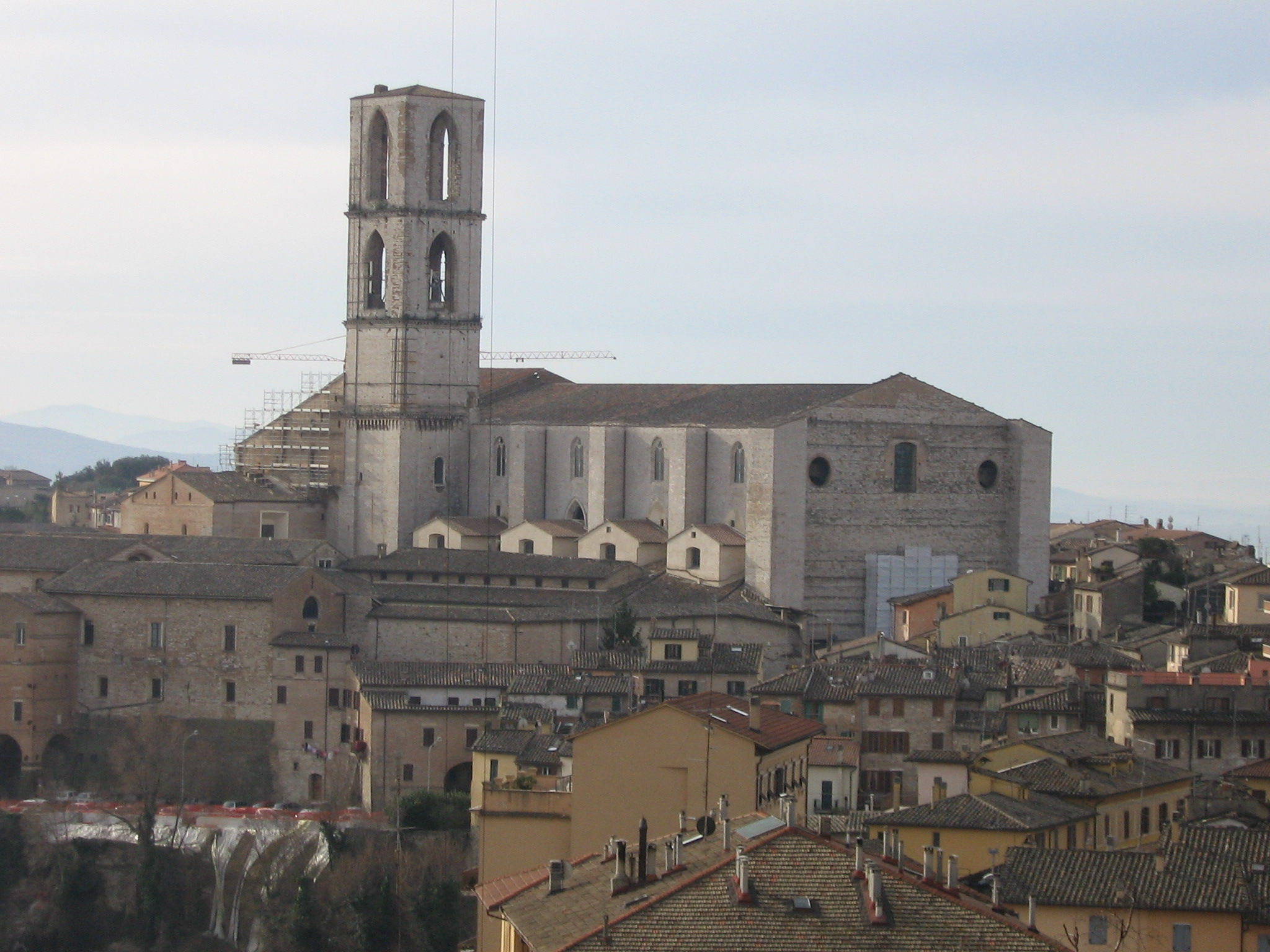
San Domenico

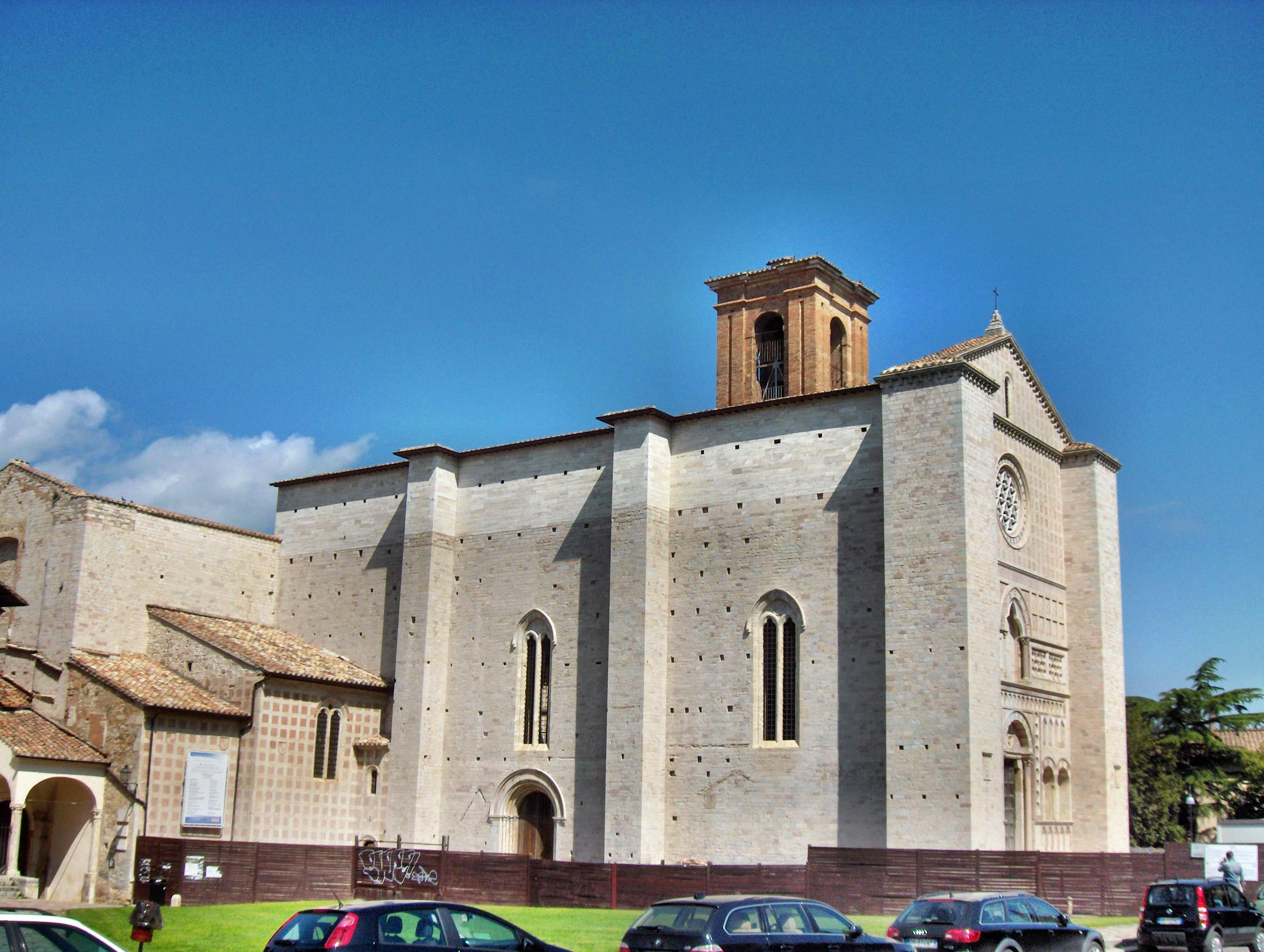
San Francesco al Prato

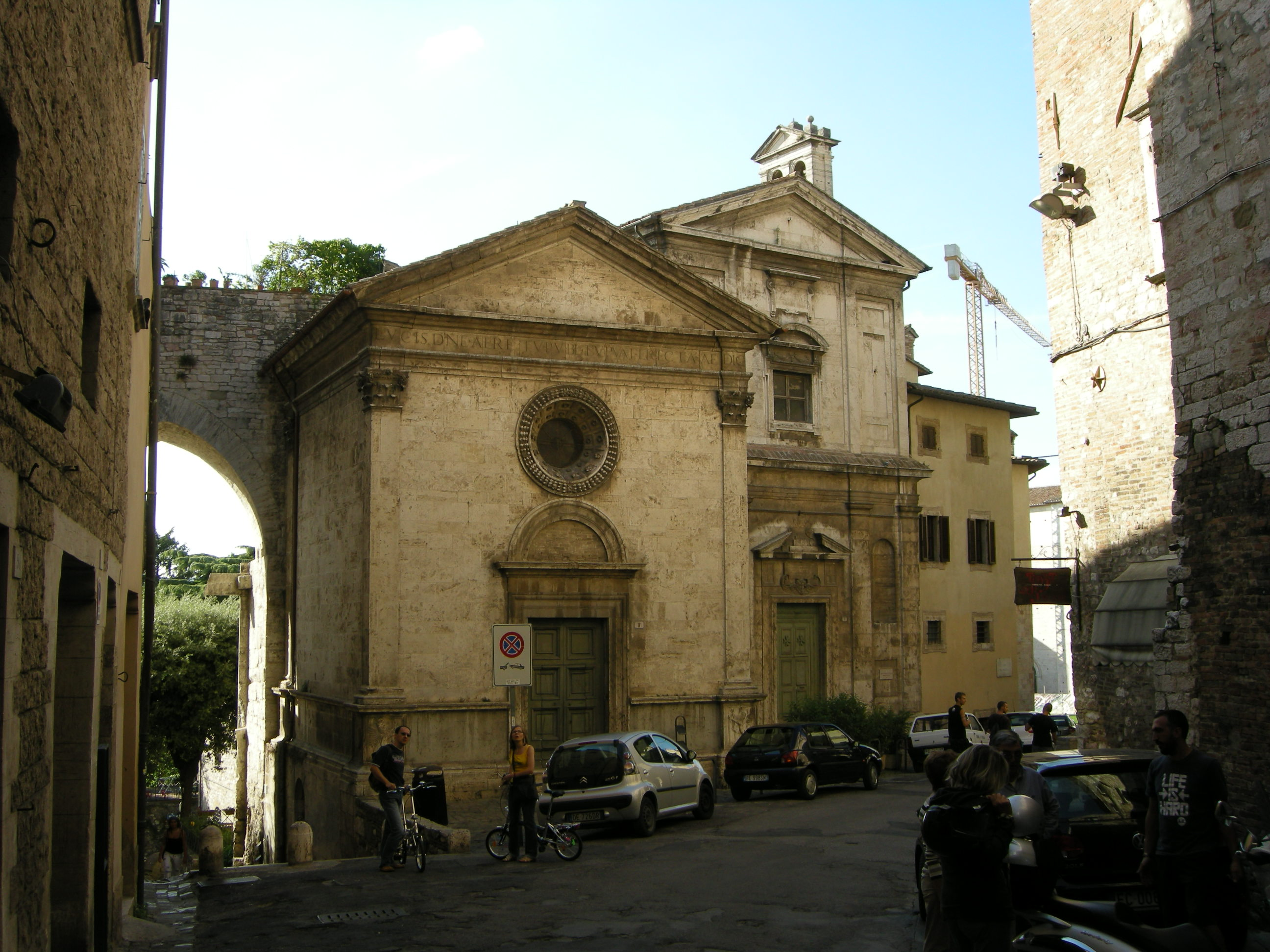
Madonna della Luce

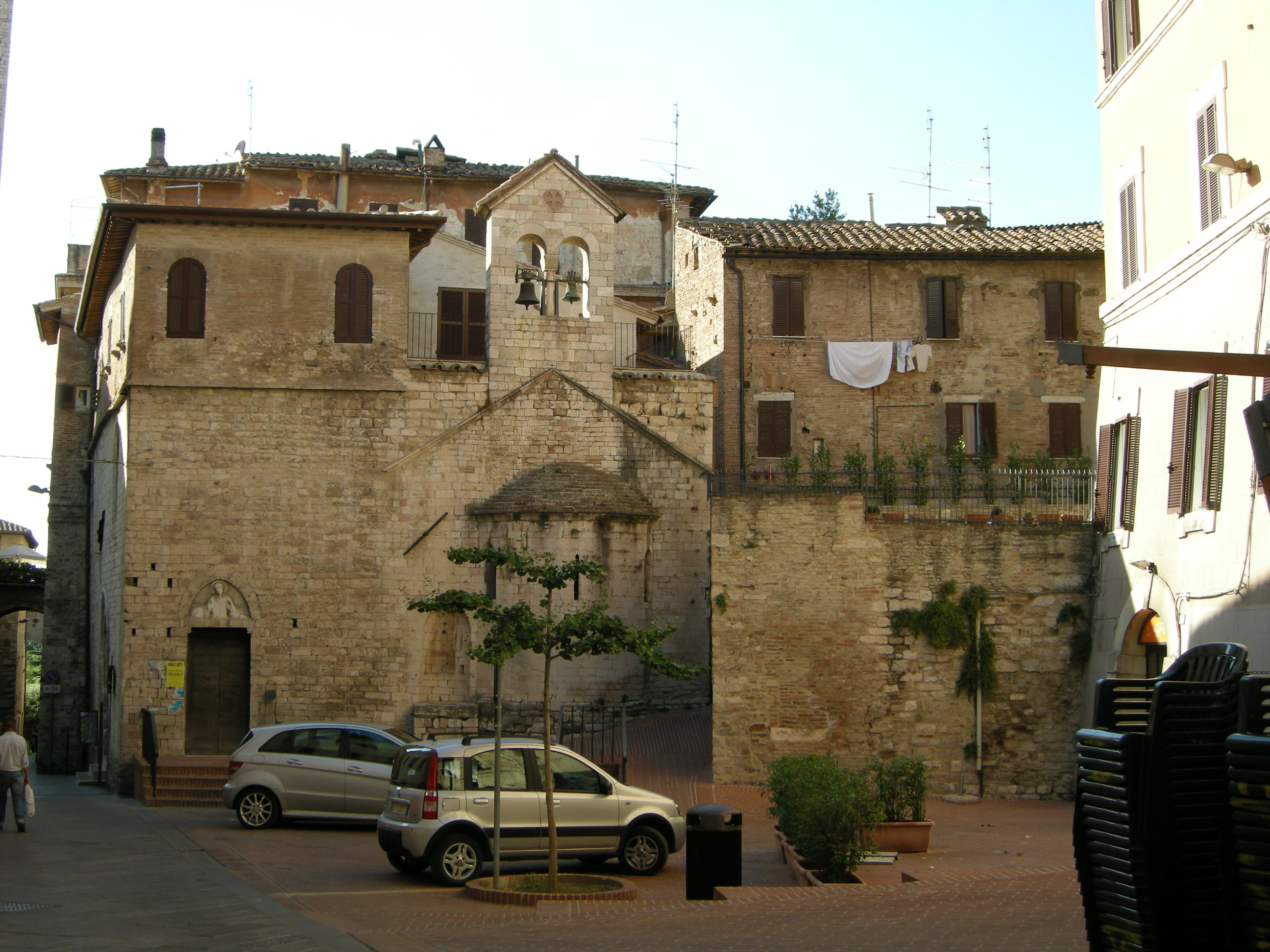
Santi Stefano e Valentino

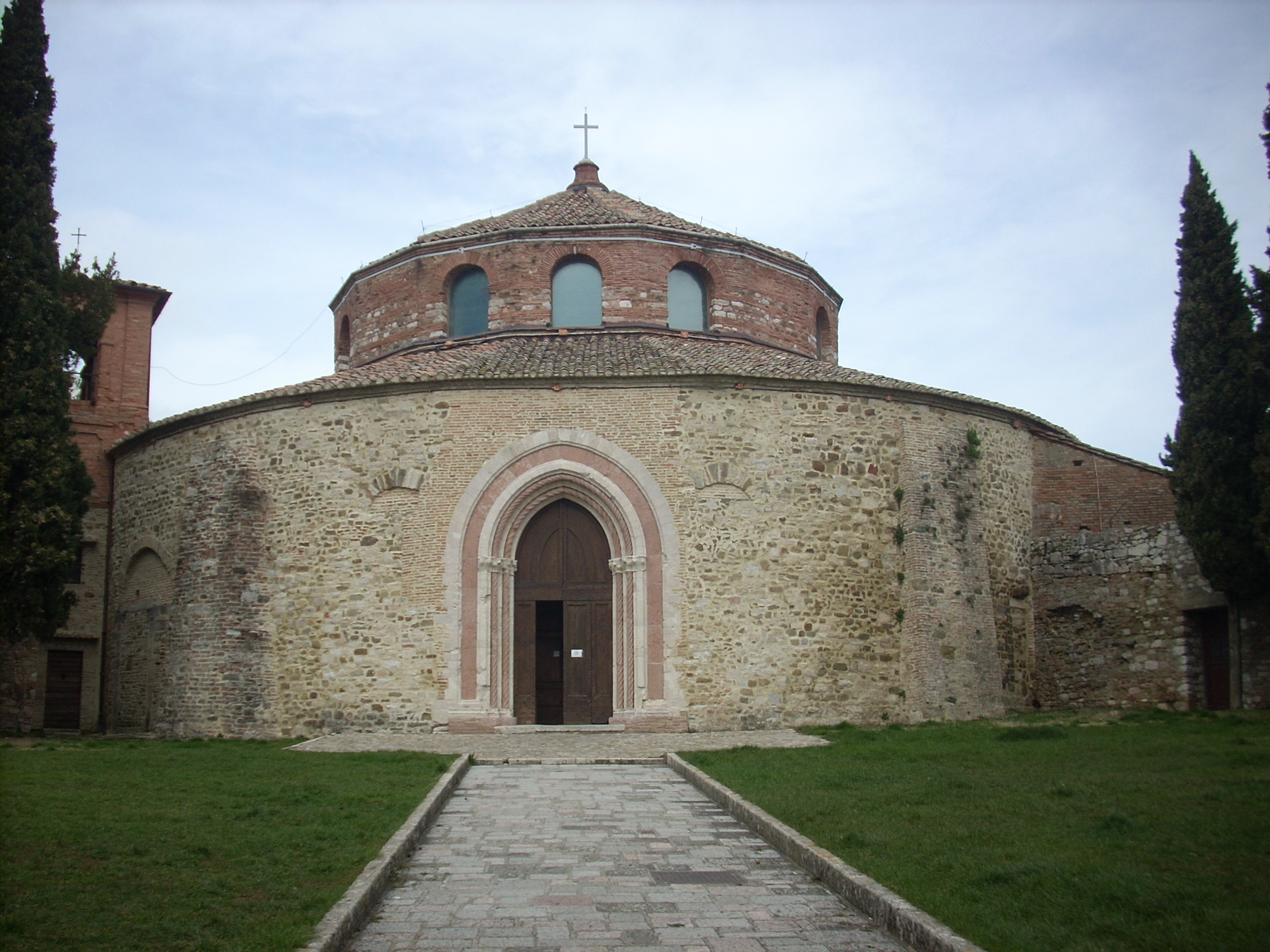
Sant'Angelo

- Chiesa della Compagnia della Misericordia (già della buona morte)
- Chiesa della Confraternita dell'Annunziata. L'oratorio, ubicato in Piazza Annibale Mariotti, chiamato anche chiesa del Cristo Morto, è documentato già nel 1334, sorto sul sito di una precedente chiesa di S. Bartolomeo, documentata dal 1163. L'edificio ebbe una prima ristrutturazione nel 1641, ma l’attuale aspetto risale al 1860. Esternamente presenta un arco circondato da putti. L'interno, invece, rappresenta un raro e piacevole esempio di interno decorato ottocentesco, di gusto accademico: fu infatti interamente decorato tra 1878 e 1901 ad affresco dal pittore perugino Domenico Bruschi con le storie delle figure femminili bibliche. In una di queste, l’ultima, dedicata al personaggio di Anna, è presente l'autoritratto del pittore.[1]
- Oratori di Sant'Agostino (Perugia)
- Oratorio della Confraternita di Sant'Antonio Abate
- Oratorio della Confraternita dei Disciplinati di San Francesco
- Oratorio di San Benedetto (Perugia)
- Ex chiesa e monastero di San Benedetto dei Condotti
- Oratorio della Confraternita dei Santi Crispino e Crispiniano
- Oratorio dei Disciplinati dei Santi Simone e Fiorenzo
- Chiesa del Gesù
- Chiesa della Madonna di Braccio
- Chiesa della Madonna della Luce
- Chiesa ed ex monastero degli Olivetani di Montemorcino Nuovo
- Monastero di Sant'Agnese, nel quale in una cappella è l'affresco con la Madonna delle Grazie tra i santi Antonio abate e Antonio da Padova del Perugino. La chiesa conserva alle pareti laterali due pale di Giulio Cesare Angeli con la Visione di Santa Costanza (1613) e il Perdono di Assisi (1615).[2]
- Chiesa di Sant'Agostino
- Chiesa di Sant'Andrea
- Tempio di Sant'Angelo
- Chiesa di Sant'Angelo della Pace
- Chiesa di Sant'Antonino (sconsacrata)
- Chiesa di Sant'Antonio Abate
- Chiesa di San Benedetto
- Oratorio di San Bernardino
- Chiesa di San Bevignate
- Chiesa dei Santi Biagio e Savino a Borghetto di Prepo, nella quale è una pala di Anton Maria Fabrizi raffigurante la Madonna col Bambino con i Santi Ottavio ed Apollonia, datata 1644, tipica del suo linguaggio classicheggiante appreso dall'esempio del Carracci e dei pittori bolognesi attivi a Roma.[3]
- Monastero di Santa Caterina
- Monastero di Santa Caterina Vecchia
- Oratorio di Santa Cecilia
- Chiesa di San Costanzo
- Monastero della Beata Colomba
- Chiesa di San Crispino (sconsacrata)
- Chiesa di San Cristoforo (sconsacrata)
- Basilica di San Domenico
- Chiesa di Sant'Egidio
- Chiesa di Sant'Ercolano
- Chiesa di San Faustino
- Chiesa di San Filippo Neri
- Chiesa ed ex monastero di San Fiorenzo
- Chiesa di San Fortunato
- Chiesa di San Francesco al Prato
- Monastero di San Francesco delle Donne
- Oratorio di San Giacomo
- Chiesa di San Giovanni Battista a Pieve di Campo
- Chiesa di San Giovanni Battista a Prugneto
- Oratorio di Giovanni Battista (Perugia)
- Chiesa ed ex monastero di Santa Giuliana
- Chiesa di Sant'Isidoro (sconsacrata) piazza della Repubblica Magazzini ex Standa
- Cattedrale di San Lorenzo, dove è custodito il Santo Anello, considerato dalla tradizione l'anello nuziale della Vergine Maria[4].
- Chiesa di San Luca
- Oratorio della Maestà delle Volte
- Chiesa di Santa Maria Assunta in Prepo
- Chiesa di Santa Maria di Colle
- Chiesa di Santa Maria della Colombata (sconsacrata)
- Chiesa di Santa Maria delle Grazie, elegante costruzione rinascimentale con facciata timpanata e oculo, presso la zona più moderna del Cimitero Monumentale.
- Chiesa di Santa Maria della Misericordia (sconsacrata)
- Chiesa di Santa Maria di Monteluce
- Chiesa di Santa Maria Nuova
- Chiesa di Santa Maria del Popolo
- Chiesa di Santa Maria del Riscatto
- Chiesa di Santa Maria della Valle
- Chiesa di Santa Maria in Case Bruciate
- Chiesa di San Martino al Verzaro
- Chiesa di San Matteo degli Armeni
- Chiesa di San Matteo in Campo d'Orto
- Basilica di San Pietro
- Chiesa di San Prospero
- Chiesa di San Severo
  - Cappella di San Severo
- Chiesa di San Simone del Carmine
- Chiesa di Santo Spirito
- Chiesa dei Santi Biagio e Savino
- Chiesa dei Santi Sebastiano e Rocco
- Chiesa dei Santi Severo e Agata. Ubicata in Via Sant'Agata, acquisì il titolo anche della chiesa di S. Severo, soppressa perché inglobata nel Palazzo dei Priori. Conserva l’originario aspetto architettonico trecentesco con belle volte archiacute e all’interno si trovano importanti opere d'arte coeve. La Crocifissione sulla parete di fondo, attribuita al Maestro di Paciano, ricorda, per l'affinità del soggetto, l’affresco di Pietro Lorenzetti della Basilica Inferiore di San Francesco. A lato di esso sono altri importanti affreschi di scuola umbra (XIV sec.), opere di artisti in collegamento con la cultura senese. Vicino all’ingresso è anche una rara rappresentazione medievale della Trinità trifronte con tre volti di Cristo, simile a quella dell’affresco nella facciata della Basilica di San Pietro a Perugia (XIV sec.).[5]
- Chiesa dei Santi Stefano e Valentino
- Chiesa ed ex monastero di Santa Teresa degli Scalzi
- Santuario di Santa Maria della Misericordia in Ponte della Pietra
- Chiesa di Sant'Antonio da Padova